# Chrysothlypis chrysomelas
Chrysothlypis chrysomelas là một loài chim trong họ Thraupidae.